# آکینوری ساکای
آکینوری ساکای (ژاپنی: 境 秋範؛ زادهٔ ۶ اکتبر ۱۹۷۰) یک بازیکن فوتبال اهل ژاپن است.
از باشگاه‌هایی که در آن بازی کرده‌است می‌توان به باشگاه فوتبال کاوازاکی فرونتال اشاره کرد.